# Wühlmausschussgerät
Ein Wühlmausschussgerät (Wühlmaus-Selbstschuss) ist ein Hilfsmittel zur Bekämpfung der Ostschermaus oder Großen Wühlmaus.

## Aufbau und Wirkungsweise
Technisch ähnelt das Gerät einer Schreckschusspistole. Eine Platzpatrone wird in das Gerät eingelegt und anschließend ein Schlagbolzen gespannt. Dieser ist über einen Federmechanismus mit dem Auslöser am vorderen Teil des Gerätes verbunden. Das Schussgerät wird in einen eröffneten Wühlmausgang eingebracht, dort verkeilt und dann der Gang wieder verschlossen. Die Wühlmaus löst bei Kontakt mit dem Auslöser den Schlagbolzen aus. Durch die Druckwelle der ausströmenden Gase kommt es zum Tod des Tieres.

## Risiken
Durch die Verwendung von Platzpatronen besteht prinzipiell die Gefahr ernsthafter Verletzungen. Es ist daher wichtig, das Gerät so zu verwenden, dass es nicht durch Unbefugte (oder spielende Kinder) versehentlich ausgelöst werden kann. Auch beim Einsetzen sowie Entschärfen nicht ausgelöster Fallen besteht ein gewisses Risiko.